# Elodie Kuijper
Elodie Kuijper (2 maart 2000) is een wielrenner en cyclocrosser uit Nederland, die in België woont.
In 2019 reed Kuijper voor Health Mate - Ladies Team. Dat jaar werd ze op het NK Veldrijden achtste bij de beloften, in 2020 werd ze zesde bij de beloften.

## Palmares
- Palm Cross, 3e plaats, 2017

## Privé
Buiten het wielrennen studeert Kuijper Psychologie, aanvankelijk in Eindhoven, later in België.